# Captain Fantastic and the Brown Dirt Cowboy
Captain Fantastic and the Brown Dirt Cowboy er den niende studiealbum fra Elton John, det blev udgivet i 1975. Det nåede førstepladsen på Billboard 200 og blev der i syv uger. Albummet nåede også førstepladsen i Canada og nummer to på UK Albums Chart. Albummet blev certificeret guld i 1975 og senere platin af Recording Industry Association of America. I 2003 blev albummet placeret som nummer 158 på Rolling Stones liste over de 500 bedste album til alle tider.
"Someone Saved My Life Tonight" er den eneste single fra albummet og nåede nummer fire på Billboard Hot 100. Det var generelt betragtet som den bedste sang på albummet.

## Sporliste
Alle sange er skrevet af Elton John og Bernie Taupin.
| #   | Titel                                         | Længde |
| --- | --------------------------------------------- | ------ |
| 1.  | "Captain Fantastic and the Brown Dirt Cowboy" | 5:45   |
| 2.  | "Tower of Babel"                              | 4:27   |
| 3.  | "Bitter Fingers"                              | 4:32   |
| 4.  | "Tell Me When the Whistle Blows"              | 4:20   |
| 5.  | "Someone Saved My Life Tonight"               | 6:45   |
| 6.  | "(Gotta Get a) Meal Ticket"                   | 4:00   |
| 7.  | "Better Off Dead"                             | 2:37   |
| 8.  | "Writing"                                     | 3:39   |
| 9.  | "We All Fall in Love Sometimes"               | 4:15   |
| 10. | "Curtains"                                    | 6:15   |

## Musikere
- Elton John – piano, mellotron, synthesizer, cembalo
- Davey Johnstone – akustisk guitar, elektrisk guitar, mandolin
- Dee Murray – basguitar
- Nigel Olsson – tromler
- Ray Cooper – percussion

## Hitlister
| Hitliste (1975)                   | Placering |
| --------------------------------- | --------- |
| Australien (Kent Music Report)    | 1         |
| Canada (RPM Albums Chart)         | 1         |
| Danmark (Tracklisten)             | 1         |
| Finland (Suomen virallinen lista) | 10        |
| Frankrig (SNEP)                   | 1         |
| Italien (Hit Parade Italia)       | 12        |
| Japan (Oricon)                    | 20        |
| New Zealand (RIANZ)               | 1         |
| Norge (VG-lista)                  | 2         |
| Spanien (PROMUSICAE)              | 3         |
| Storbritannien (UK Albums Chart)  | 2         |
| Tyskland (Media Control Charts)   | 22        |
| USA (Billboard 200)               | 1         |

## Certificeringer
| Land                 | Certificering |
| -------------------- | ------------- |
| Storbritannien (BPI) | Guld          |
| USA (RIAA)           | 3× Platin     |